# لانه‌کن سرخ‌قفا
لانه‌کن سرخ‌قفا (نام علمی: Harpactes kasumba) نام یک گونه از سرده لانه‌کن‌های گیرنده است.